# Nerses Akinian
Nerses W. Akinian (auch Nersēs Akinean, armenisch Ներսես Ակինյան; * 10. September 1883 in Artvin; † 23. Oktober 1963 in Wien) war ein armenischer Kirchenhistoriker, Philologe und führender Vertreter der Armenistik.
Nerses Akinian trat 1895 in Wien in den Orden der Mechitaristen ein, für den er bis an sein Lebensende tätig war. 1907 wurde er zum Priester geweiht. In Wien war er für den Orden als Bibliothekar tätig und leitete über 50 Jahre lang als Chefredakteur die Zeitschrift Handes Amsorya. Forschungsreisen führten ihn unter anderem in die USA. Seine Studien zur armenischen Literatur erschienen auf Deutsch, Englisch und Armenisch. Für seine Verdienste erhielt er am 30. Oktober 1954 die Ehrendoktorwürde der philosophischen Fakultät der Universität Wien.